# L'Homme aux quarante écus
L'Homme aux quarante écus est un conte philosophique de Voltaire, paru anonymement en 1768.

## Contenu
Un vieillard s'inquiète que la France ne soit plus aussi riche que sous Henri IV. En cause, le manque d'attirance pour le travail de la terre, au bénéfice de l'artisanat ; la révocation de l'édit de Nantes, « qui a laissé un très grand vide dans le royaume » ; l'augmentation du nombre de religieux, improductifs ; le coût des produits exotiques importés ; et le coût des emprunts souscrits pour financer des guerres. L'auteur supposé de l'ouvrage veut y réfléchir.
Il possède une terre qui lui procure un revenu de quarante écus, mais le gouvernement, venant de se déclarer « copropriétaire » de toutes les terres, lui en réclame la moitié, au lieu des quatre écus qu'il payait auparavant. Ne pouvant s'acquitter de cette taxe, il est mis en prison. Quand il en sort, il rencontre un personnage se vantant de ses quatre cent mille livres de rente, mais aussi de ne payer aucun impôt, tous ses revenus provenant du commerce et non de la terre, et n'étant donc pas taxés : « Moi, que je contribue aux besoins de l'État ! Vous voulez rire, mon ami. »
Lors d'un long entretien avec un géomètre, le narrateur apprend que ses quarante écus correspondent au revenu moyen que toucherait chaque habitant du Royaume si les revenus  étaient également distribués. Mais il serait alors « nécessaire et obligatoire que l'industrie raffinée du négociant paye plus que l'industrie grossière du laboureur. »
Affamé, le héros sonne à la porte d'un magnifique couvent pour demander à dîner, et se voit répondre : « Mon fils, nous demandons nous-même l'aumône, nous ne la faisons pas. » Heureusement le Contrôleur général accepte d'écouter son histoire et le dispense à vie de la taille.
Un propriétaire lui écrit et lui conseille de se défier toute sa vie « des testaments et des systèmes », mais aussi des écrivains « qui ont créé l'univers avec leur plume, comme Dieu le créa autrefois par la parole. » Par exemple ceux qui prétendent que jadis la mer recouvrait tout le globe.
Plus tard, l'homme aux quarante écus se marie, et questionne le géomètre à propos de la génération. Celui-ci lui expose les systèmes d'Harvey, de Leeuwenhoek, se moque des hypothèses de Maupertuis, mais se déclare incapable à répondre à des questions sur l'origine de l'âme et de la pensée.
Après la naissance de son premier enfant, l'homme aux quarante écus raisonne sur le fait que les moines n'en aient pas : ces « fainéants sacrés » qui vivent « aux dépens des sots » privent l'État de citoyens utiles. D'ailleurs, la peine de mort en fait autant : il vaudrait mieux « que les coupables labourent un champ toute leur vie, les fers aux pieds et une sonnette au cou, attachée à un carcan. » Ainsi que le pensait Beccaria, il faut mettre de la proportion entre les délits et les peines. Voltaire en profite pour rappeler l'affaire Calas, l'affaire Sirven, et transpose en Orient celle du chevalier de La Barre.
Suivent des digressions sur l'histoire et le traitement de la vérole, sur la damnation de l'empereur romain Marc Antoine, mort sans confession, et sur le « cafard » Chaudon, auteur d'un Dictionnaire antiphilosophique.
Maintenant l'homme aux quarante écus, devenu Monsieur André, « s'est fortifié depuis qu'il a une bibliothèque », dans laquelle, « comme avec les hommes, il choisit, et n’est jamais la dupe des noms. »

## Histoire éditoriale
La lecture de L'Ordre naturel et essentiel des sociétés politiques de Le Mercier de la Rivière a mis Voltaire « de mauvaise humeur ». En réponse, il compose en moins de trois mois L'Homme aux quarante écus, qui paraît anonymement à Genève le 25 janvier 1768.
Bien que Voltaire ne reconnaisse cette œuvre comme sienne qu’en novembre 1773, il en est immédiatement considéré comme l'auteur. Le Mercure de France en publie des extraits – expurgés – en juillet 1768, et l'ouvrage est un succès de librairie avec de nombreuses rééditions et traductions. Mais le Parlement de Paris le condamne au bûcher le 24 septembre 1768, et il est mis à l'Index le 29 novembre 1771.

## Analyse
Avant d'élargir son propos aux sciences et à la religion, Voltaire veut apporter la contradiction aux conceptions économiques et fiscales des physiocrates comme Le Mercier de la Rivière ou François Quesnay. Pour eux, qui considèrent que seule l’agriculture crée de la richesse – contrairement à l’industrie et au commerce, considérés comme des activités stériles –, il ne faut taxer que les produits de la terre, sous la forme d'un impôt unique.
Voltaire veut démontrer par l'absurde l'iniquité et la nocivité de ces conceptions. Il en profite pour critiquer tout système fermé, dont il se méfie depuis la Banqueroute de celui de  Law. Il reproche également aux physiocrates leur mépris de la réalité, par exemple quand Le Mercier de la Rivière écrit dans son ouvrage vouloir « peindre les choses telles qu’elles doivent être essentiellement, sans consulter ce qu’elles sont ou ce qu’elles ont été, dans quelque pays que ce soit. »
Le débat est important, car les physiocrates influencent la politique économique du gouvernement, tout en rencontrant une forte opposition de Rousseau et de Grimm, mais aussi l'approbation enthousiaste de Diderot.
Au delà du débat économique qui occupe les premiers chapitres, le texte, au caractère profondément subversif, est un panorama des principales préoccupations des philosophes : inégalité des fortunes et des conditions, espérance de vie limitée et politique de santé publique déficiente, charlatanerie et esprit de système chez les auteurs, iniquité de la justice et intolérance de l’Église. Il est aussi porteur de l’essentiel du message politique de Voltaire : ne succomber ni à la superstition ni à l’athéisme, refuser le dogmatisme en toutes matières, lutter contre les injustices sociales, fiscales et judiciaires.
L'histoire de M. André reflète aussi l’intérêt de Voltaire envers l’éducation universelle : de brave homme un peu naïf qu’il était au début, il s’élève peu à peu, par l’instruction, jusqu’à penser en philosophe.
Avec son absence de continuité narrative, son assemblage de dialogues, de commentaires et de récits, tantôt à la troisième, tantôt à la première personne, L'Homme aux quarante écus, se présente différemment des autres contes de Voltaire. Mais, comme l'indique le texte lui-même, « c’est le sort de toutes les conversations de passer d’un sujet à l’autre. »

## Extrait
« Des hommes d’un génie profond lui présentèrent des projets. L’un avait imaginé de mettre des impôts sur l’esprit. « Tout le monde, disait-il, s’empressera de payer, personne ne voulant passer pour un sot. » Le ministre lui dit : « Je vous déclare exempt de la taxe. »